# Difusividad térmica

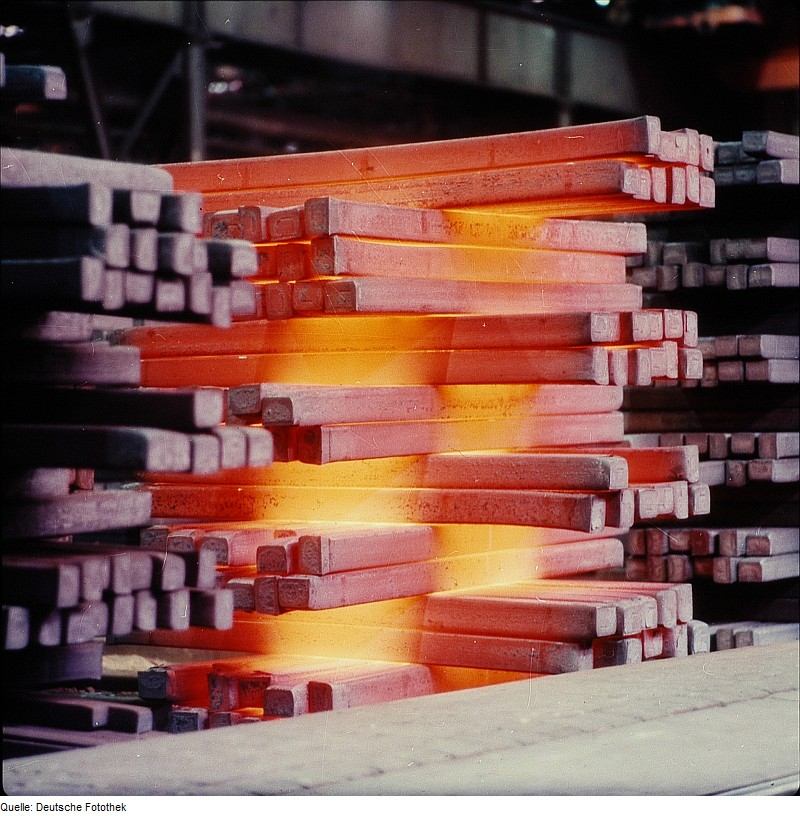
La difusividad térmica mide la velocidad a la que la temperatura cambia dentro de una sustancia. Dicho de otra forma, es la tasa de cambio con que un material aumenta de temperatura, al ser puesto en contacto con una fuente de calor.

La difusividad térmica, en los problemas de transferencia de calor, es el valor obtenido al dividir la conductividad térmica de un cierto material entre el producto del valor de su densidad y la capacidad calorífica específica del mismo. En unidades del sistema internacional se expresa como m²/s, siendo habitual emplear el cm²/s. Es un índice que expresa la velocidad de cambio, y flujo de temperaturas, en un material hasta que alcanza el equilibrio térmico. Es por esta razón que un material A, con difusividad térmica mayor que otro B, alcance el equilibrio en menor tiempo. La difusividad térmica es igualmente un parámetro que indica la relación entre la conducción del material respecto al calor que almacena, interpretándose sobre que tanto domina el fenómeno conductivo sobre el de almacenamiento.  

## Definición
La difusividad suele representarse con la letra {\displaystyle \alpha } (en algunas ocasiones también con la letra mayúscula {\displaystyle D}) y es una propiedad característica de un material.
| Símbolo                 | Nombre                               | Unidad     |
| ----------------------- | ------------------------------------ | ---------- |
| {\displaystyle \alpha } | Difusividad térmica                  | m2 / s     |
| {\displaystyle k}       | Conductividad térmica                | W / (m K)  |
| {\displaystyle \rho }   | Densidad                             | kg / m3    |
| {\displaystyle c_{p}}   | Calor específico a presión constante | J / (kg K) |

O dicho de otra forma, la difusividad térmica es directamente proporcional a la conductividad térmica de un material, e inversamente proporcional a su densidad y calor específico. El denominador (producto de la densidad por la capacidad calorífica) puede ser considerado como la capacidad calorífica volumétrica. Por regla general los metales tienen un coeficiente de difusión térmica mucho mayor que los materiales aislantes. De igual forma los gases poseen una difusión térmica casi nula por su baja conductividad, pese a su escasa densidad. 
En cierta forma es una medida de la inercia térmica de un material. En un material con alta difusividad térmica el calor se propaga con rapidez y los cambios de temperatura se producen con dinámica elevada. Es por esta razón por la que aparece en uno de los términos de la ecuación del calor.

## Medida
Se suele averiguar el cociente de la difusividad térmica mediante la técnica de Flash Láser (LFA). Uno de los métodos más clásicos consistía en calentar un hilo y comprobar la tasa de cambio de temperatura, y mediante la ecuación del calor comprobar el valor de  {\displaystyle \alpha }. Este método aparece en la literatura como el método del hilo caliente. Variantes del método empleando planchas calientes, en lugar de hilos, se popularizó en los años 80. El método más empleado actualmente en la industria es la técnica de Flash Láser (LFA), y consiste en la medida de cambio de temperatura en un material (generalmente una muestra cilíndrica) al ser expuesto a un pulso láser de gran intensidad.